# Dominik Hufnagl
Dominik Hufnagl (* 10. Januar 1997) ist ein ehemaliger österreichischer Leichtathlet.

## Sportliche Karriere
Dominik Hufnagl startete für den SV Schwechat.
Hufnagl war 2013, 2017, 2018 und 2019 österreichischer Meister im 400-Meter-Lauf. 2015, 2016 und 2018 siegte er im 400-Meter-Hürdenlauf. Hinzu kamen ein Hallentitel über 200 Meter und drei Hallentitel über 400 Meter.
2014 bei den Olympischen Jugendspielen in Nanjing belegte Hufnagl den siebten Platz über 400 Meter Hürden. Im Jahr darauf bei den Junioreneuropameisterschaften 2015 in Eskilstuna gewann er die Bronzemedaille über die gleiche Strecke. 2016 schied Hufnagl bei den Europameisterschaften in Amsterdam im Vorlauf aus. Zwei Wochen später kam für Hufnagl bei den U20-Weltmeisterschaften 2016 das Aus im Halbfinale. 2017 schied Hufnagl bei der Universiade in Taipeh ebenfalls im Halbfinale aus.